# لوك اشورث
لوك اشورث (بالإنجليزية: Luke Ashworth)‏ (4 ديسمبر 1989 ببولتن في المملكة المتحدة - ) هو لاعب كرة قدم بريطاني في مركز الدفاع. لعب مع نادي روذرهام يونايتد ونادي هايد إف سي وويغان أتلتيك ونادي اتحاد مانشستر ونادي ليتون أورينت وChester F.C. ‏ ونادي هاروجيت تاون وإف سي هاليفاكس تاون.

## وصلات خارجية
- لوك اشورث على موقع قاعدة بيانات كرة القدم.إي يو (الإنجليزية)
- لوك اشورث على موقع Soccerbase.com (لاعب) (الإنجليزية)